# پیوترووو (استان وارمی-ماسوری)
پیوترووو (به لهستانی:  Piotrowo) یک روستا در لهستان است که در گمینا لوبومینو واقع شده‌است.